# 湯川哲生
湯川 哲生 (ゆかわ てつお、1953年（昭和28年）6月30日 - ) は、テレビユー山形取締役相談役、元同社代表取締役社長。元TBSホールディングス・TBSテレビ取締役、赤坂熱供給代表取締役社長。

## 人物・略歴
和歌山県和歌山市出身。和歌山県立桐蔭高等学校、東京大学文学部卒業後、1978年4月にTBS入社。緑山スタジオ・シティ代表取締役会長、テレビユー福島顧問で元代表取締役社長の信国一朗、元TBS報道局主席解説委員の岩城浩幸、映画プロデューサーの永田守（大映元社長永田雅一の孫）は同期。特に信国とは東京大学でも同期にあたる。
TBS時代はメディア推進局1セグ放送開発部長、取締役コンテンツデジタルモバイル事業部長、取締役総務局広報部長、取締役総務局長、取締役経営企画室担当局長、赤坂熱供給代表取締役社長を歴任。2013年6月から系列局のテレビユー山形代表取締役社長に就任。2017年5月には、6月で取締役相談役に退き、井川泉が後継社長となることが報じられた。